# Sure to Fall (in Love with You)
Pistes de Dance Album of Carl Perkins
Movie Magg Gone, Gone, Gone
Sure to Fall (In Love with You) est une chanson écrite par Carl Perkins, Bill Cantrell et Quinton Claunch (en), enregistrée par Perkins en décembre 1955 avec son frère Jay avec qui il partage le chant. 

## Historique
Prévu comme étant le prochain single du musicien, après la sortie de Blue Suede Shoes, Sun Records fait circuler des pressage d'essai à certains DJ, mais le 45 tours n'est finalement pas commercialisé. La chanson sera incluse dans l'album Dance Album of Carl Perkins en 1957 et réédité sous le nom Teen Beat: The Best of Carl Perkins en 1961.

## Reprises

### The Beatles
Pistes inédites de Live at the BBC
A Shot of Rhythm and Blues Some Other Guy
Sure to Fall a été enregistrée le 1er janvier 1962 par les Beatles, avec Pete Best à la batterie, lors de leur infructueuse audition chez Decca. Cette version n'a jamais été officiellement publiée par Apple Records.
Les Beatles l'ont aussi interprétée à trois reprises dans les studios de la BBC. Le 1er juin 1963, le groupe l'a jouée, au studio Paris (en) de Londres, pour leur émission radio Pop Go the Beatles (en) du 11 juin. Cet enregistrement a été inclus sur l'album Live à la BBC publié en 1994. Leur prestation du 3 septembre pour la même émission mais cette fois enregistrée au Playhouse Theatre de Londres et diffusée le 24 septembre 1963 est aujourd'hui disponible sur l'album compilation On Air - Live at the BBC Volume 2 de 2013.

#### Personnel
- Paul McCartney – chant, guitare basse
- John Lennon – chœurs, guitare rythmique
- George Harrison – guitare solo
- Ringo Starr – batterie

### Ringo Starr
En 1981, Ringo Starr, le batteur des Beatles, l'a enregistrée pour son album Stop and Smell the Roses. La chanson est produite par Paul McCartney sur laquelle ce dernier joue de la basse et du piano, avec Linda McCartney comme choriste, Laurence Juber à la guitare, Howie Casey au saxophone et Lloyd Green à la pedal steel guitar. La chanson est aussi incluse dans la compilation des meilleurs succès Starr Struck: Best of Ringo Starr, Vol. 2 sorti en 1989.

## Sources
- Perkins, Carl, and McGee, David. Go, Cat, Go!: The Life and Times of Carl Perkins, The King of Rockabilly. Hyperion Press, 1996.  (ISBN 0-7868-6073-1)
- Morrison, Craig. Go Cat Go!: Rockabilly Music and Its Makers. University of Illinois Press, 1998.